# L'Enfer vert (film, 1940)
Pour les articles homonymes, voir L'Enfer vert.
Pour plus de détails, voir Fiche technique et Distribution.
L'Enfer vert (Green Hell) est un film américain d'aventure réalisé par James Whale avec une cinématographie de Karl Freund, sorti en 1940.
Le film a été distribué par Universal Studios.

## Synopsis
Un groupe d'aventuriers est à la recherche d'un ancien trésor des Incas situé dans la jungle d'Amérique du Sud.

## Fiche technique
- Titre : L'Enfer vert
- Titre original : Green Hell
- Réalisation : James Whale
- Scénario : Frances Marion (+ histoire originale)
- Chef opérateur : Karl Freund
- Musique : Frank Skinner
- Producteur : Harry E. Edington
- Distribution : Universal Pictures
- Durée : 87 minutes
- Date de sortie :
  - États-Unis : 26 janvier 1940

## Distribution
- Douglas Fairbanks Jr.
- Joan Bennett
- Vincent Price
- Alan Hale
- George Sanders
- John Howard
- Yola d'Avril
- Nina Quartero
- Iron Eyes Cody (non crédité)